# なついろ
なついろ (Natsu Iro) は、日本の音楽ユニット。レコード会社はビーイング傘下のギザ、レコードレーベルD-GO所属。。

## 概要
2012年にジャズ歌手として活動していた森川七月が北川加奈、山崎好詩未と共に、ユニット名の由来となっている“夏”を基本コンセプトに結成。同年7月28日にHills パン工場で「森川七月祭 〜なついろお披露目〜」でユニットとしての初ライブを行い、8月29日にシングル「君の涙にこんなに恋してる」（よみうりテレビ・日本テレビ系アニメ『名探偵コナン』オープニングテーマ）でデビューした。
2016年10月25日、活動休止を発表。同月末で山崎は芸能活動そのものから引退した。

## メンバー
- 森川七月（ボーカル）
- 北川加奈（ピアノ）
- 山崎好詩未（リリック＆キーボード）

## ディスコグラフィー

### アルバム
|     | 発売日        | タイトル 収録曲      | 規格品番  | 最高位 |
| --- | ------------- | -------------------- | --------- | ------ |
| 1st | 2012年11月7日 | あの夏色の空へと続く | GZCD-5004 | 171位  |
| 2nd | 2013年7月24日 | Summer Spur          | GZCD-5006 | 251位  |